# Communauté rurale de Loul Sessène
Ne doit pas être confondu avec Communauté rurale de Séssène.
La communauté rurale de Loul Sessène est une communauté rurale du Sénégal située à l'ouest du pays, au sud de Dakar.
Elle fait partie de l'arrondissement de Fimela, du département de Fatick et de la région de Fatick.
Lors du dernier recensement, la CR comptait 16 620 personnes et 1 880 ménages.